# TiE
TiE (The Indus Entrepreneurs) és una organització sense ànim de lucre dedicada a fomentar l'esperit empresarial. Patrocina la conferència anual TiECON per a emprenedors d'empreses de tecnologia, empreses de capital de risc i proveïdors de serveis.

## Organització
TiE té 61 representacions en 18 països, amb més d'11.000 associats. TiE està més arrelada en la comunitat empresarial del sud d'Àsia, com un fòrum per a emprenedors i inversors. Entre els seus patrocinadors inclou firmes de capital de risc de Silicon Valley. El Consell d'Afers Mundials del Nord de Califòrnia va celebrar el 2002 la seva gala anual en honor seu.

## Història
El concepte de TiE va néixer a finals de 1992 en una reunió dinar d'empresaris i professionals de Silicon Valley. Inicialment, aquest petit grup d'individus organitzava activitats mensuals que va atreure a més membres. El 1994, TiE s'havia convertit en una organització, TiE Silicon Valley, amb un grup més ampli de socis fundadors, membres i participants.

## Programes
TYE (TiE joves empresaris) és un programa global de TiE que organitzen i executen molts dels seus representants. TYE inclou sessions d'aula, tutoria i un concurs de plans de negocis per a estudiants de secundària. El concurs de plans de negoci inclou un pla de negocis per escrit i una presentació oral amb un premi en efectiu.
"TiECON", la conferència anual per a emprenedors, s'ha celebrat recentment a Santa Clara, Califòrnia, del 15 al 17 de maig de 2014. Entre els ponents hi hagué Steve Mollenkopf, CEO de Qualcomm i Jim Whitehurst, president i CEO de Red Hat. A Tiecon 2012 també hi intervengueren Lesa Mitchell, VP Kauffman Foundation, Lucinda Sanders, CEO, NCWIT, Sukhinder Singh Cassidy, CEO, Polyvore, Ellen Siminoff, CEO Shmoop i Vivek Wadhwa.
TiEcon 2015 es durà a terme al Centre de Convencions de Santa Clara els dies 15 i 16 de maig de 2015.
TIE Silicon Valley té una iniciativa anomenada Billion Dollar Babies amb l'objectiu de portar noves empreses índies als Estats Units. Les persones que porten aquesta iniciativa són BV Jagadeesh i Raju Reddy i Venkatesh Shukla. Al desembre de 2014 TIE anuncià les empreses seleccionades per estar en el primer grup Billion Dollar Babies. Les empreses són Seclore, Sokrati, Vinculum i Druva.